# Mola de la Garumba
La Mola de la Garumba, o de Miró, és una muntanya de relleu tabular situada a la comarca valenciana dels Ports, entre les localitats de Morella i Forcall.
Es tracta d'una muntanya que per la seua altura, 1.114 metres, destaca sobre el relleu que l'envolta, caracteritzat per les valls dels rius Calders (oest) i Bergantes (nord), i la resta de moles (com la de Sant Marc, de la Vila, de Cosme, de Roc o de Sant Cristòfol). Tot plegat forma un complex territori de relleu tabular emmarcat dins el Sistema Ibèric valencià.
La Mola de la Garumba s'inclina pel seu costat est cap a Forcall en una espectacular formació calcària que, vista des de la població, pren la forma d'un enorme raspall de dents. És la Roca del Migdia, un enorme faralló calcari que constituïx un referent paisatgístic de Forcall.